# التعليم في سلوفينيا
التعليم في سلوفينيا من الطور الابتدائي إلى الطور الثانوي منظم من طرف المعهد الوطني للتربية لجمهورية سلوفينيا.

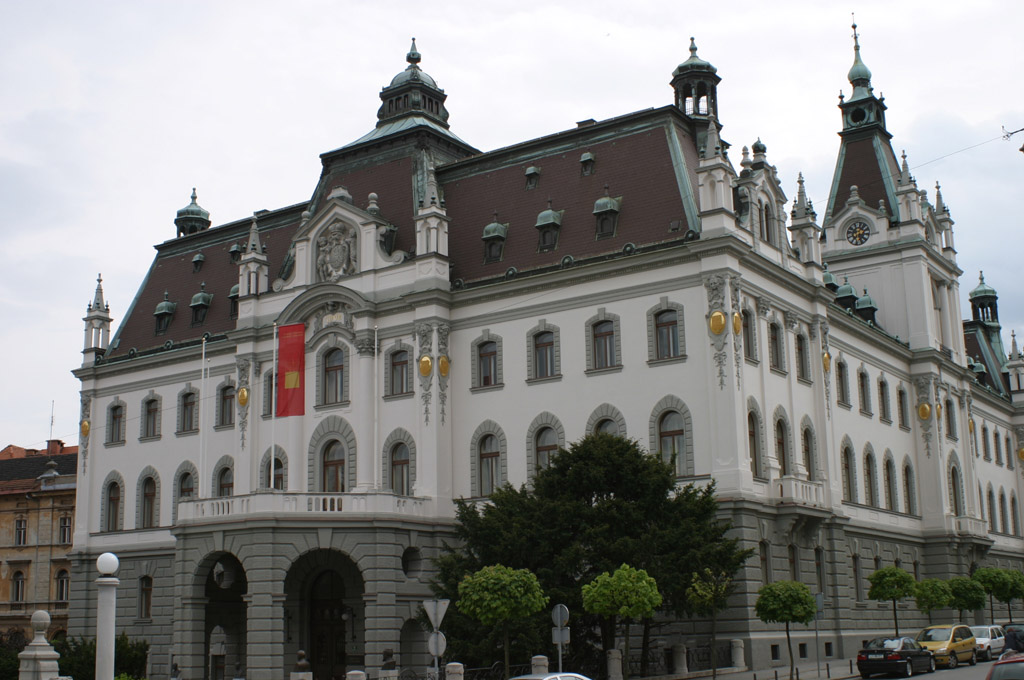
جامعة ليوبليانا.

## التعليم الابتدائي
يدخل التلاميذ المدرسة الابتدائية في سن السادسة وينهونها في سن الرابعة عشر. تقسم السنة الدراسية إلى فصلين، وعادة ما يحصل التلاميذ على عطلتين خلال كل فصل. تبدأ السنة الدراسية في 1 أيلول/سبتمبر وتنتهي في 24 حزيران/يونيو ما يعني أن عطلة الصيف تمتد لحوالي شهرين.
يقسم التعليم الابتدائي إلى مرحلتين:
- المرحلة الأولى: من الصف الأول إلى الصف السادس . من الصف الأول إلى الرابع تدرس جميع المواد من طرف أستاذ واحد (ما عدا الرياضة والموسيقى). تركز هذه المرحلة على دروس القراءة، الكتابة والحساب. تقدم كل الدروس باللغة الأم للتلاميذ (السلوفينية، الهنغارية أو الإيطالية حسب المناطق). خلال هذه المرحلة لا يجتاز التلاميذ امتحانات. بدءا من الصف الرابع يبدأ التلاميذ في تعلم لغة أجنبية (الإنجليزية عادة) وبإجراء الامتحانات.
- المرحلة الثانية: تدوم من الصف السادس إلى التاسع. تدرس كل مادة من طرف معلم مختص. المواد المدرسة: الرياضيات، اللغة الأم، لغة أجنبية واحدة، الرياضية، الموسيقى، الجغرافيا، التاريخ والفنون، ولاحقا تتم إضافة الفيزياء والكيمياء والبيولوجيا. في الصف السابع يختار التلاميذ مادة إضافة تدرس لمدة ساعتين كل أسبوع، مثل: لغة أجنبية إضافية، علم الفلك، الفنون الجميلة، المعلوماتية...

## الامتحانات الوطنية
يجتاز التلاميذ امتحانات وطنية في الصف الثالث، السادس والتاسع في الرياضيات، اللغة الأم ولغة أجنبية. خلال امتحان الصف التاسع تتم إضافة مادة امتحان جديدة تقررها الوزارة. نتائج امتحان الصف التاسع لها أهمية كبيرة في التوجه الذي سيختاره التلميذ في المدرسة الثانوية.

## نظام التقييم
نظام التقييم مشابه للنظام الموجود في باقي دول يوغوسلافيا السابقة قبل 1991، حيث تتراوح من 1 إلى 5: 1 (غير كافي وهي علامة الرسوب)، 2 (متوسط)، 3 (جيد)، 4 (جيد جدا)، 5 (ممتاز).

## التعليم العالي
خريجو المدرسة الثانوية بإمكانهم الالتحاق بمؤسسات التعليم العالي. توجد ثلاث جامعات حكومية في سلوفينيا: جامعة ليوبليانا، جامعة ماريبور وجامعة بريمورسكا. إضافة لبعض الجامعة الخاصة مثل جامعة نوفا غوريكا، جامعة سلوفينيا الأورومتوسطية. طبقا لتصنيف ARWU فإن جامعة ليوبليانا تصنف كواحدة من أفصل 500 جامعة في العالم.